# Cook’s Cove

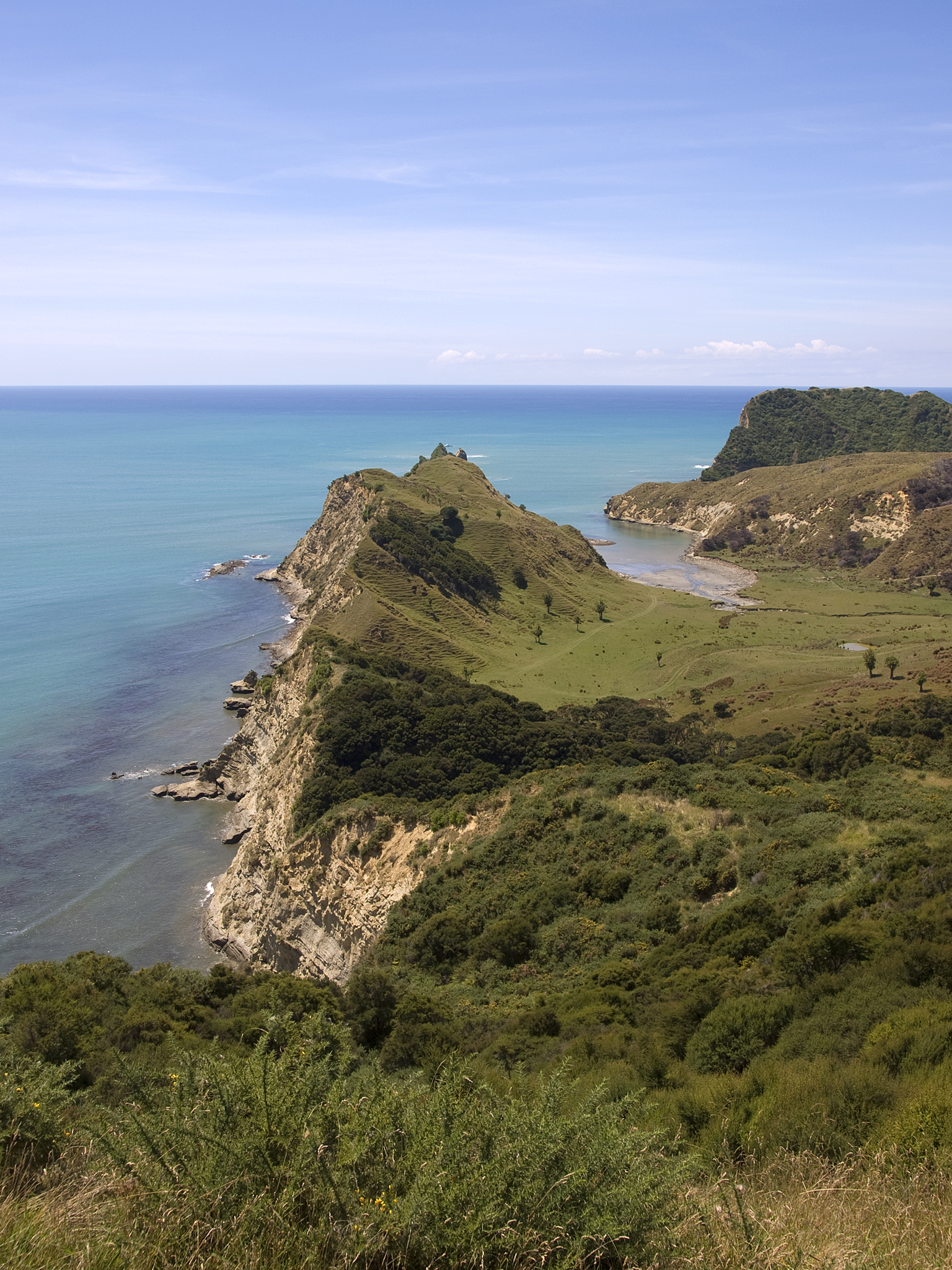
Cook’s Cove, Sicht von der Aussichtsplattform

Cook’s Cove, benannt nach dem britischen Seefahrer und Entdecker Kapitän James Cook, ist eine kleine Bucht (englisch cove) an der Ostküste der Nordinsel von Neuseeland.

## Geografie
Die Bucht liegt rund 41 km nordwestlich von Gisborne und südlich neben der Tolaga Bay. Sie ist von der Tolaga Bay nur durch eine etwa 60 Meter hohe Klippe getrennt und entweder nur über den Seeweg oder zu Fuß auf einem gut gekennzeichneten Wanderweg vom New Zealand State Highway 35 aus zu erreichen.

## Geschichte
Nach Cooks erstmaliger Landung in Neuseeland am 8. Oktober 1769 in der von ihm benannten Poverty Bay, segelte er anschließend mit der Endeavour weiter nach Norden um Trinkwasser und Nahrungsmittel aufnehmen zu können. Am 23. Oktober erreichte das Schiff die Tolaga Bay und ankerte in der geschützten Bucht, die die Māori Opoutama nannten und heute unter Cook’s Cove bekannt ist.
Zu dieser Zeit sollen in der Gegend um die Tolaga Bay etwa 1200 Māori unterschiedlicher Iwi (Stamm) in befestigten Pā (Dörfer) gelebt haben, die Rongowhakaata, die Ngai Tahupo (Ngai Tamanuhiri), die Te Aitanga-a-Mahaki und die Te Aitanga-a-Hauiti, die auch die kleine Bucht Opoutama besiedelten. Die früheste Besiedelung dieser Gegend fand um das 14.–15. Jahrhundert herum statt, wie archäologische Funde heute belegen können.
Nach Cooks Aufzeichnungen und denen von Einzelnen seiner Crew war der Empfang durch die ortsansässigen Māori freundlich. Sie kamen mit Kanus und brachten laut Überlieferung Fisch und Kūmara zur Begrüßung. Die Besatzung soll von der Kultur der Māori, deren Schnitzkunst und deren bis zu 20 m langen Kanus beeindruckt gewesen sein.
Der Aufenthalt der Endeavour in der Bucht dauerte sechs Tage, Zeit genug um Frischwasser, Proviant, Holz und auch exotische Pflanzen an Bord zu nehmen. Der Botaniker Joseph Banks, der schwedische Naturforscher Daniel Solander, auf dessen Empfehlung der schwedisch-finnische Zeichner und Naturforscher Herman Spöring mit segelte, und eine Reihe Assistenten, die allesamt die Interessen der Royal Society auf dieser Seereise Cooks vertraten, sammelten unbekannte Pflanzen und katalogisierten sie. Als Anerkennung für Spörings Leistungen benannte Cook die von Māori als Pourewa bezeichnete Insel am Eingang von Cook’s Cove Spöring Island. Der Name setzte sich aber nicht durch.
Am frühen morgen des 29. Oktober verließ die Endeavour die Bucht und hinterließ neben Cook’s Gastgeschenken einen nachhaltig positiven Eindruck bei den Te Aitanga a Hauiti.

## Wanderweg
Der Startpunkt des Wanderwegs zu Cook’s Cove liegt 2 km südlich des Ortes Tolaga Bay und ist 52 Straßenkilometer von Gisborne entfernt. Der gut gekennzeichnete 5,8 km lange Weg, führt bis zu einer auf 120 m Höhe angelegten Aussichtsplattform, um dann die gleichen Höhenmeter wieder hinunter, sich durch eine kleine Schlucht zu schlängeln und über eine Ebene zur Bucht auszulaufen. Die Wanderzeit inklusive des Rückwegs wird mit zweieinhalb Stunden angegeben.